# Trachythrips seminole
Trachythrips seminole är en insektsart som beskrevs av Ian A. Hood 1939. Trachythrips seminole ingår i släktet Trachythrips och familjen rörtripsar. Inga underarter finns listade i Catalogue of Life.